# Aquila spilogaster
L'aquila minore africana  (Aquila spilogaster (Bonaparte, 1850)) è un grande rapace della famiglia Accipitridae.

## Descrizione
Le misure di questa aquila sono circa 55–65 cm di lunghezza. Le parti superiori sono nerastre. Le sue parti inferiori sono bianche fortemente striate di nero. Le ali sono di colore bianco con bordo nero finale. Le copritrici alari sono per lo più nero con macchie bianche.
I sessi sono simili, ma gli uccelli giovani sono di color marrone rossiccio.

## Distribuzione e habitat
L'aquila minore africana vive nell'Africa subsahariana tropicale. È un uccello che vive in colline boscose

## Biologia
Questa aquila costruisce un nido di circa 1 metro di diametro nella forcella di un grande albero. Depone in genere uno o due uova.
Caccia piccoli mammiferi, rettili e uccelli fino alle dimensioni di un francolino. Il verso è uno stridulo kluu-kluu-kluu.